# Primarna energija
 Primarna energija  je oblik energije uzet iz prirode bez pretvorbe ili procesa transformacije. To je energija sadržana u kemijskom potencijalu fosilnih goriva, drva ili biomase, nuklearnoj energiji, kinetičkoj energiji vjetra, potencijalnoj energiji vodenih tokova ili toplinskoj energiji geotermalnih izvora. Izvori primarne energije mogu biti obnovljivi  ili neobnovljivi.
Koncept primarne energije se koristi za energetske statistike u sastavljanju energetskih bilanci, kao i na području energetike.  U energetici, primarni izvor energije (PEE) se odnose na oblike energije koje zahtijeva energetski sektor za opskrbu energentima potrebnim ljudskom društvu.

## Oblici primarne energije
Izvori primarne energije mogu biti obnovljivi i neobnovljivi.

### Neobnovljivi (komercijalni ili konvencionalni)
Iako su i ovi izvori primarne energije obnovljivi, njihov je ciklus nastanka, otprilike 2 milijarde godina za fosilna goriva, značajno dulji nego što je vrijeme u kojem ćemo ih utrošiti (otprilike 200 godina). Vrste neobnovljivih izvora energije:
- fosilna goriva :nafta, plin, ugljen, treset
- nuklearna energija

### Obnovljivi (tradicionalni, komercijalni ili konvencionalni, novi ili alternativni)
Obnovljivi izvori su oni čiji se potencijal obnavlja u kratkom vremenu, razmjernom vremenu korištenja. Prije otkrića ugljena i drugih fosilnih goriva, jedina energija koju je čovjek koristio bila je obnovljiva, balega, drvo i kasnije energija vodenica i vjetrenjača. Tradicionalni izvori energije, danas su to prvenstveno nekomercijalna biomasa i balega, su oni 
 koji ne ulaze u energetske bilance jer se ne preprodaju, pa ipak još uvijek čine značajan dio primarne energije u mnogim zemljama. Glavni komercijalni ili konvencionalni obnovljivi izvor je hidroenergija, iako neke od novih ili alternativnih primarnih energija, najbliže su tome vjetar, geotermalna energija i sunčeva toplina, kako se počinju koristiti i bez potrebe za subvencioniranjem, postaju također komercijalni. Vrijeme biomase i biogoriva dolazi, što zbog reforme poljoprivrede u razvijenim zemljama, što zbog visoke cijene nafte, a vrijeme energije mora će možda jednoga dana doći. Vrste obnovljivih izvora energije: 
- balega
- drvo (tradicionalna biomasa)
- biomasa
- biogoriva: bioetanol, biodizel, bioplin, bio-ETBE, biovodik
- hidroenergija
- vjetroenergija
- sunčeva energija: toplinska, fotonaponska
- geotermalna energija
- energija mora: energija plime i oseke, energija valova, toplinska (OTEC)

Primarne izvore energije ne treba miješati s energetskim sustavima (ili procesima pretvorbe) kroz koje se oni pretvaraju u sekundarne oblike energije, tzv. energy carrieri. Prema tome električna energija i vodik nisu primarni oblici energije već sekundarni.

## Rezerve primarne energije
Dokazane su rezerve nafte za oko 40 godina uz sadašnju potrošnju, 65 godina za prirodni plin i 220 godina eksploatacije ugljena sadašnjim tempom.
Kako vrijeme protiče, tako dokazane rezerve uglavnom rastu, kao posljedica otkrivanja novih rezervi. U svijetu je polovinom sedamdesetih godina nastala uzbuna kad se shvatilo da ima nafte za samo 25 godina, da bi danas rezerve nafte značajno narasle te se povećao i odnos rezervi prema proizvodnji (R/P ratio), a tako i rezerve prirodnog plina.

### Nafta
Nafte će jednog dana nestati, ali svijet se pokazao spremnim da preživi peterostruki skok cijena. Smanjivanje rezervi nafte podiglo bi njenu cijenu, što bi učinilo rentabilnim alternativne izvore energije. Veći dio rezervi tekućih fosilnih goriva nalazi se u nestabilnom području Bliskog istoka.

### Plin
Prirodnog plina, kao i nafte, jednog dana će nestati. Najveći dio rezervi prirodnog plina nalazi se na području Bliskog istoka te bivšeg SSSR-a.

### Uran
Rezerve prirodnog urana su do danas uglavnom u potpunosti potrošene. Sa sadašnjim rezervama i tempom iskorištavanja, zalihe urana trajat će još oko 100 godina.

## Potencijal obnovljivih oblika energije

### Potencijal vjetroenergije
Iako je potencijal vjetroenergije velik, zbog njene varijabilnosti (intermitencije) nije sa sadašnjom tehnologijom isplatljivo proizvoditi više od 15% električne energije iz tog izvora. Tu je penetraciju do sada dostigla jedino Danska. Taj bi se postotak međutim mogao povećati skladištenjem energije, uz značajno povećani trošak dobave električne energije.

### Potencijal hidroenergije
Dok je potencijal hidroeneregije u razvijenim zemljama uglavnom iskorišten, ili barem njegov ekonomični dio, preostao je značajan potencijal u zemljama u razvoju. Međutim, hidroenergija je danas sve češće u kompeticiji s drugim potrebama, za zemljom te za turističkim prihodima.

### Potencijal sunčeve energije
Veliki potencijal sunčeve energije teško je ekonomično iskoristiti, naročito s obzirom na to da se veći dio potencijala nalazi u zemljama u razvoju, koje nemaju sredstava za razvoj novih tehnologija. Međutim, ovo je izvor koji sigurno dolazi.

## Proizvodnja i trgovina primarnom energijom

### Nafta
Proizvodnja nafte blago raste, što znači da joj udio u ukupnoj primarnoj energiji značajno pada, sve kao posljedica naftnog šoka i posljedične "politički" visoke cijene nafte. Središte naftne proizvodnje je Bliski istok, koji je i najveći izvoznik.

### Plin
Proizvodnja prirodnog plina rapidno raste. Gradnja plinovoda i LNG postrojenja omogućila je trgovanje plinom na velike daljine, tako da se sada polako plin prestaje spaljivati na naftnim poljima Bliskog istoka, te se ukapljuje i prodaje istočnoj Aziji. Istočna se Azija, prvenstveno Japan, snabdijeva ukapljenim plinom iz jugoistočne Azije. Europa se snabdijeva iz Rusije i Sjeverne Afrike, što plinovodima, a što pomoću LNG tehnologije.

### Ugljen
Uočljiv je pad proizvodnje ugljena u Europi i bivšem Sovjetskom Savezu, zbog prelaska na čišća fosilna goriva. U ostalim regijama, a naročito u Aziji, zamjetno je povećanje proizvodnje ugljena. Značajno je primijetiti da nema značajne razmjene ugljena među regijama, jer se ugljen uglavnom troši na mjestu proizvodnje.

## Potrošnja primarne energije
Sjeverna Amerika te Europa i Euroazija bilježe blagi porast potrošnje primarne energije, dok Azijsko-pacifička regija posljednjih godina bilježi znatno veći rast.

### Nafta
Stalni porast potrošnje nafte prisutan je u svim energetskim regijama.

### Plin
Kao i proizvodnja plina, i potrošnja brzo raste. Ovo se posebno odnosi na prostor Europe i Euroazije.

### Ugljen
Uočljiv je pad proizvodnje ugljena u Europi i bivšem Sovjetskom Savezu, zbog prelaska na čišća fosilna goriva. U ostalim regijama, a naročito u Aziji, zamjetno je povećanje potrošnje ugljena. Značajno je primijetiti da nema značajne razmjene ugljena među regijama, jer se ugljen uglavnom troši na mjestu proizvodnje.

### Nuklearna energija
Veliki rast od male baze, potrošnja izrazito raste u Europi i Euroaziji, nešto manje u Sjevernoj Americi. Azijsko-pacifička regija bilježi blagi rast.

### Hidroenergija
Rast potrošnja hidroenergije bilježe Europa i Euroazija, Sjeverna Amerika i Azijsko-pacifička regija, dok područja bivšeg Sovjetskog Saveza bilježe manji rast. Općenito, na svjetskoj razini, potrošnja hidroenergije brzo raste.

### Vjetroenergija
Od 1990. do 1997. rast potrošnje vjetroenergije nije bio velik. Od 1997. na dalje rast je iznimno velik.

### Tradicionalni obnovljivi izvori
Tradicionalni izvori energije, danas su to prvenstveno drvo, poljoprivredni ostaci i balega, ali i vodenice i vjetrenjače, gdje se još koriste, su oni koji obično ne ulaze u energetske bilance jer se ne preprodaju, pa ipak još uvijek čine značajan dio primarne energije u mnogim zemljama. 

### Biomasa
Biomasa (eng. biomass, njem. Biomasse) je u raznim izvornicima različito određena, ali se kao osnovna može navesti odrednica: ‘Biomasa je gorivo koje se dobiva od biljaka ili dijelova biljaka kao što su drvo, slama, stabljike žitarica, ljušture itd.' Biomasa je obnovljivi izvor energije, a općenito se može podijeliti na drvnu, nedrvnu i životinjski otpad, unutar čega se mogu razlikovati:
- drvna biomasa
- drvnTop 5 Biomass-Electricity Countries.pnga uzgojena biomasa (brzorastuće drveće)
- nedrvna uzgojena biomasa (brzorastuće alge i trave)
- ostaci i otpaci iz poljoprivrede
- životinjski otpad i ostaci.
- biomasa iz otpada

Drvna biomasa 
Ostaci i otpad nastao pri piljenju, brušenju, blanjanju i sl.Često je to otpad koji opterećuje poslovanje drvno-prerađivačke tvrtke. Služi kao gorivo u vlastitim kotlovnicama, sirovina za proizvode, brikete, pelete .Jeftinije je i kvalitetnije gorivo od šumske biomase 
Ostaci i otpaci iz poljoprivrede 
Slama, kukuruzovina, oklasak, stabljike, koštice, ljuske i sl.To je heterogena biomasa različitih svojstava .Ima nisku ogrjevnu vrijednost zbog visokog udjela vlage i različitih primjesa (klor). Prerađuje se prešanjem, baliranjem, peletiranje.U Danskoj je instalirana elektrana na ostatke žitarica od 450 MW. 
Životinjski otpad i ostaci 
Anaerobna fermentacija (izmet –sve vrste životinja + zelena masa). Spaljivanjem (stelja, lešine –peradarske farme). Bioplin (60% metana, 35% CO2 te 5% smjese vodika, dušika, amonijaka, sumporovodika, CO, kisika i vodene pare) 
Biomasa iz otpada 
Zelena frakcija kućnog otpada.  Biomasa iz parkova i vrtova s urbanih površina. Mulj iz kolektora otpadnih voda 
Danas se primjena biomase za proizvodnju energije potiče uvažavajući načelo održivog razvoja. Najčešće se koristi drvna masa koja je nastala kao sporedni proizvod ili otpad te ostaci koji se ne mogu više iskoristiti. Takva se biomasa koristi kao gorivo u postrojenjima za proizvodnju električne i toplinske energije ili se prerađuje u plinovita i tekuća goriva za primjenu u vozilima i kućanstvima. 
Biomasa se odnosi na živuću ili donedavno živuću materiju, biljnog i životinjskog porijekla, koja se može koristiti kao gorivo ili za industrijsku proizvodnju. Najčešće se koristi direktno u konačnoj potrošnji energije za grijanje, kuhanje ili zagrijavanje tople vode, ali se može koristiti i za proizvodnju električne energije i topline, te se odnedavna sve više koristi za proizvodnju biogoriva. Također može se koristiti u industriji za proizvodnju vlakana i kemikalija. 

#### Kruta biomasa
Pod krutu biomasu ubrajaju se drvo, sječka, poljoprivredni ostaci i dr.

#### Biogoriva
Biogoriva su goriva koja se dobivaju preradom biomase. U posljednjih nekoliko godina, proizvodnja i potrošnja biogoriva rastu, i da zamjene fosilna goriva što više je to moguće. Ekološki su daleko prihvatljivija od fosilnih, ali im je proizvodnja još uvijek skuplja. Najintenzivnija proizvodnja je u Brazilu, iz šećerne trske, te u SAD-u, iz kukuruza. Glavna biogoriva su bioetanol i biodizel. 
Bioetanol predstavlja alternativu benzinu. Proizvodi se iz šećerne trske, kukuruza, ječma, krumpira, suncokreta, žita, drva i još nekih biomasa. Najintenzivnija proizvodnja je u Brazilu. Europska unija već troši znatne količine bioetanola. Hrvatska ima veliki potencijal za proizvodnju i izvoz bioetanola. 
Biodizel predstavlja alternativu običnom dizelu proizvedenom iz fosilnih goriva. Proizvodi se najviše iz uljarica (uljane repice, soje, suncokreta, palminih ulja), biorazgradiv je i nije opasan za okoliš. U nekim zemljama Europske unije, biodizel je već zastupljen u gorivima (u određenom postotku), te također neka vozila već mogu voziti na 100%-tni biodizel.

#### Bioplin
Bioplin se proizvodi energetskim transformacijama iz životinjskog izmeta, kanalizacijskog otpada, krute biomase, u anaerobnim uvjetima. Prvenstveno se sastoji od metana i ugljik-dioksida. Može se koristiti kao pogonsko gorivo za vozila, a njegovim pročišćavanjem možemo dobiti i plin čist poput prirodnog.

### Otpad kao izvor energije
Spaljivanje otpada je jedna od tehnologija koja nam omogućuje dobivanje energije iz otpada. Proces se događa na visokim temperaturama, a dobivena toplinska energija može se iskoristiti za dobivanje električne energije, zagrijavanje vode za grijanje stambenih objekata i slično. 
Velika prednost ove tehnologije je da se njome može spaljivati opasan i medicinski otpad, koji ako se odlaže u okoliš, može biti otrovan i opasan za zdravlje živih bića. 
Moderna postrojenja za spaljivanje otpada su znatno drugačija od onih od prije samo 10 ili 20 godina; prvo se vrši razdvajanje otpada na onaj koji se može reciklirati i na onaj koji se baš mora spaliti, a nakon toga se vrši spaljivanje. 
Zemlje koje najviše koriste ovu tehnologiju su Japan, Švedska i Danska.

### Geotermalna energija
Pod geotermalnom energijom obično se podrazumijevaju izvori tople vode ili pare, koji se mogu koristiti za proizvodnju električne energije i/ili topline, međutim, uz pomoć toplinskih pumpi moguće je koristiti i niskotemperaturnu toplinu tla ili podzemnih voda. Potrošnja geotermalne energije blago raste zadnjih godina. Potrošnja geotermalne energije 2004. godine iznosila je 3,67 Mtoe. 

### Solarna energija
Energija sunca može se koristiti ili kao toplinska, ili se sunčevo zračenje može direktno pretvarati u električnu energiju pomoću fotonaponskog efekta. Toplinska energija može se koristiti za proizvodnju topline, pomoću kolektora za grijanje tople vode, ili za proizvodnju električne energije, u solarnim termalnim elektranama. Svjetlosna energija se može jedino pretvarati pomoću solarnih članaka u električnu energiju. Proizvodnja i potrošnja solarne energije vrlo brzo rastu. Ovaj rast posebno se odnosi na Japan i Njemačku.

#### Toplinska
Solarna toplinska energija se većinom koristi za proizvodnju tople vode, ali može se koristiti u solarnim termalnim elektranama za proizvodnju električne energije. Solarna termalna električna energija je u padu, ali se očekuje skori ponovni rast. 

#### Fotonaponska
Fotonaponske(solarne) ćelije omogućuju direktno pretvaranje sunčevog zračenja u električnu energiju. Instalirana snaga je u stalnom porastu, kao i proizvedena energija.

### Energija mora
Energetski potencijal je vrlo velik, međutim tehnologije za korištenje te energije su ili tek u razvoju ili preskupe. Energija mora može se koristiti ili kao energija valova, ili kao energija plime i oseke, ili kao toplinska energija mora. Ukupno je u svijetu 2005. godine proizvedeno 551 GWh električne energije iz mora, većinom iz plime i oseke.

##### Energija valova
Energija valova odnosi se na energiju koja se može proizvesti iz oceanskih valova, i prevesti u koristan rad (električnu energiju, desalinizaciju, ili rad za pumpanje vode u rezervoare). Ova tehnologija nije u komercijalnoj uporabi te na svijetu postoji samo nekoliko eksperimentalnih postrojenja. 

#### Energija plime i oseke
Energija plime i oseke predstavlja sredstvo za proizvodnju električne energije korištenjem energije sadržane u vodenoj masi tokom ciklusa plime i oseke, te je slična hidroenergiji. Energija valova može biti kinetička - sadržana u strujama izazvanim plimom i osekom - te potencijalna, sadržana u visinskoj razlici plime i oseke. Ograničeni je broj lokacija gdje je izvedivo postaviti takvo postrojenje, uglavnom na obalama gdje je razlika između plime i oseke veća od 7-10 m. Najpoznatija elektrana na plimu i oseku nalazi se u sjevernoj Francuskoj. 

#### Toplinska
Ovo predstavlja način proizvodnje električne energije iskorištavajući temperaturne razlike morske vode, na različitim dubinama mora (do 1km). Morska voda se pumpa s dubine na površinu mora, i iskorištava se njihova temperaturna razlika.

## Vanjske poveznice
- Poglavlje o primarnoj energiji  Arhivirana inačica izvorne stranice od 30. prosinca 2013. (Wayback Machine)
- BP Global